# Namibië op de Olympische Zomerspelen 1992
Namibië nam deel aan de Olympische Zomerspelen 1992 in Barcelona, Spanje. Het was de eerste olympische deelname van het land uit zuidelijk Afrika, dat bij het debuut twee zilveren medailles (100 en 200 meter) won dankzij sprinter Frankie Fredericks.

## Medailleoverzicht
| Sport    | Olympiër           | Onderdeel | Medaille |
| -------- | ------------------ | --------- | -------- |
| Atletiek | Frankie Fredericks | 100m (m)  | Zilver   |
| Atletiek | Frankie Fredericks | 200m (m)  | Zilver   |

## Resultaten en deelnemers

### Atletiek
| Olympiër           | Discipline   | Resultaat | Prestatie                                                                                              |
| ------------------ | ------------ | --------- | --- |
| Frankie Fredericks | 100m (m)     | Zilver    | serie 4: 1ste in 10,29 kwartfinale 2: 1ste in 10,13 halve finale 2: 1ste in 10,17 finale: 2de in 10,02 |
| Frankie Fredericks | 200m (m)     | Zilver    | serie 1: 1ste in 20,74 kwartfinale 5: 1ste in 20,02 halve finale 2: 1ste in 20,14 finale: 2de in 20,13 |
| Tuihaleni Kayele   | marathon (m) | 69e       | 2:31.41                                                                                                |
| Luketz Swartbooi   | marathon (m) | DNF       | niet gefinisht                                                                                         |

### Boksen
| Olympiër    | Discipline | Resultaat | Prestatie                            |
| ----------- | ---------- | --------- | ------------------------------------ |
| Harry Simon | -69kg (m)  | 17e       | 1ste ronde: V van PUR Acevedo: 11-13 |

### Zwemmen
| Olympiër        | Discipline           | Resultaat | Prestatie                |
| --------------- | -------------------- | --------- | ------------------------ |
| Jörg Lindemeier | 100m schoolslag (m)  | 43e       | serie 2: 1ste in 1.06,34 |
| Jörg Lindemeier | 200m schoolslag (m)  | 40e       | serie 2: 3de in 2.24,88  |
|                 |                      |           |                          |
| Monica Dahl     | 50m vrije slag (v)   | 37e       | serie 3: 6de in 27,45    |
| Monica Dahl     | 100m vrije slag (v)  | 35e       | serie 2: 3de in 59,05    |
| Monica Dahl     | 100m vlinderslag (v) | 46e       | serie 1: 3de in 1.06,58  |

Albanië · Algerije · Amerikaanse Maagdeneilanden · Amerikaans-Samoa · Andorra · Angola · Antigua en Barbuda · Argentinië · Aruba · Australië · Bahama's · Bahrein · Bangladesh · Barbados · België · Belize · Benin · Bermuda · Bhutan · Bolivia · Bosnië en Herzegovina · Botswana · Brazilië · Britse Maagdeneilanden · Bulgarije · Burkina Faso · Canada · Centraal-Afrikaanse Republiek · Chili · China · Chinees Taipei · Colombia · Congo-Brazzaville · Cookeilanden · Costa Rica · Cuba · Cyprus · Denemarken · Djibouti · Dominicaanse Republiek · Duitsland · Ecuador · Egypte · El Salvador · Equatoriaal-Guinea · Estland · Ethiopië · Fiji · Filipijnen · Finland · Frankrijk · Gabon · Gambia · Gezamenlijk team · Ghana · Grenada · Griekenland · Groot-Brittannië · Guam · Guatemala · Guinee · Guyana · Haïti · Honduras · Hongarije · Hongkong · Ierland · IJsland · India · Indonesië · Irak · Iran · Israël · Italië · Ivoorkust · Jamaica · Japan · Jemen · Jordanië · Kaaimaneilanden · Kameroen · Kenia · Koeweit · Kroatië · Laos · Lesotho · Letland · Libanon · Libië · Liechtenstein · Litouwen · Luxemburg · Madagaskar · Malawi · Malediven · Maleisië · Mali · Malta · Marokko · Mauritanië · Mauritius · Mexico · Monaco · Mongolië · Mozambique · Myanmar · Namibië · Nederland · Nederlandse Antillen · Nepal · Nicaragua · Nieuw-Zeeland · Niger · Nigeria · Noord-Korea · Noorwegen · Oeganda · Oman · Oostenrijk · Pakistan · Panama · Papoea-Nieuw-Guinea · Paraguay · Peru · Polen · Portugal · Puerto Rico · Qatar · Roemenië · Rwanda · Saint Vincent‑Grenadines · Salomonseilanden · Samoa · San Marino · Saoedi-Arabië · Senegal · Seychellen · Sierra Leone · Singapore · Slovenië · Soedan · Spanje · Sri Lanka · Suriname · Swaziland · Syrië · Tanzania · Thailand · Togo · Tonga · Trinidad en Tobago · Tsjaad · Tsjecho-Slowakije · Tunesië · Turkije · Uruguay · Vanuatu · Venezuela · Verenigde Arabische Emiraten · Verenigde Staten · Vietnam · Zaïre · Zambia · Zimbabwe · Zuid-Afrika · Zuid-Korea · Zweden · Zwitserland · Onafhankelijke olympische deelnemers